# Coole-Garryland SPA
Coole-Garryland SPA este o arie protejată (arie de protecție specială avifaunistică — SPA) din Irlanda întinsă pe o suprafață de 519,95 ha, integral pe uscat.

## Localizare
Centrul sitului Coole-Garryland SPA este situat la coordonatele 53°04′58″N 8°51′12″W / 53.082707°N 8.853395°V.

## Înființare
Situl Coole-Garryland SPA a fost declarat arie de protecție specială avifaunistică în octombrie 1996 pentru a proteja 11 specii de animale.

## Biodiversitate
Situată în ecoregiunea atlantică, aria protejată nu include niciun habitat protejat.
La baza desemnării sitului se află mai multe specii protejate de  păsări (11): rață sulițar (Anas acuta), rață lingurar (Anas clypeata), rață pitică (Anas crecca), rață fluierătoare (Anas penelope), rață mare (Anas platyrhynchos), rață-cu-cap-castaniu (Aythya ferina), rața moțată (Aythya fuligula), Bucephala clangula, lebădă de iarnă (Cygnus cygnus), culic mare (Numenius arquata), nagâț (Vanellus vanellus).
Pe lângă speciile protejate, pe teritoriul sitului au mai fost identificate 2 specii de plante, 1 specie de păsări, 1 specie de mamifere, 6 specii de nevertebrate.